# Grecìa (Catanzaro)
(D'Amato)
La Grecìa (A Grecìa in dialetto catanzarese) è il più antico quartiere di Catanzaro.

## Storia
(Luigi Settembrini)
Risalente forse all'epoca bizantina, il quartiere sarebbe stato popolato durante il ripiegamento dovuto alle invasioni saracene. La tradizione si riflette nel toponimo, che appunto richiama l'origine greca.